# Müllerhütte
Die Müllerhütte (italienisch Rifugio Cima Libera) ist eine Schutzhütte im Südtiroler Teil der Stubaier Alpen nahe der Grenze zu Österreich. Sie liegt auf einer Höhe von 3145 m s.l.m. über dem Übeltalferner und ist eine von fünf Hütten der Ostalpen, die nur über Gletscher zu erreichen sind. Warentransport zur Hütte ist nur zu Fuß oder mittels Hubschrauber möglich.

## Geschichte
1891 erbaute Carl Müller aus Teplitz etwas oberhalb des heutigen Standorts die erste Hütte, die er zur Gänze selbst finanzierte. Dieser Bau war vollkommen neuartig konzipiert und bestand aus einem Gerüst aus Holzbalken, das mit Brettern verschalt und mit imprägniertem Tuch überzogen war. Einen Dachboden gab es nicht. Auch der Innenraum war mit speziellen einklappbaren Stockbetten, die auch als Sitzbänke dienten, innovativ gestaltet. Bereits 1892 musste aufgrund des starken Besuchs erweitert werden. Über die Seehöhe der Müllerhütte herrschte 1892 noch erhebliche Unsicherheit. 1894 übernahm die Sektion Teplitz des Deutschen und Österreichischen Alpenvereins die Müllerhütte. Im Juli 1909 eröffnete die Sektion das Erzherzog-Karl-Franz-Josef-Schutzhaus am heutigen Hüttenstandort. Diese Hütte wurde bereits bewirtschaftet und bot 50 Menschen Platz, wobei die alte Hütte zusätzlich genutzt wurde. 1917 erfolgte die Umbenennung in Kaiser-Karl-Schutzhaus. 1923 wurde die Hütte enteignet und der Sektion Bozen des Club Alpino Italiano (CAI) überantwortet. Die alte Hütte verfiel.
Zusammen mit 24 weiteren vom Staat enteigneten Schutzhütten ging die Müllerhütte 1999 in das Eigentum der Autonomen Provinz Bozen – Südtirol über; mit Jahresende 2010 lief die Konzession zu deren Führung durch den CAI aus. Seit 2015 wird das Land Südtirol bei der Verwaltung der Hütte (Vergabe an Pächter, Überwachung der Führung, Sanierungsmaßnahmen) durch eine paritätische Kommission unterstützt, in der neben der öffentlichen Hand auch der AVS und der CAI vertreten sind.

## Zustiege
- Von Ridnaun-Maiern (1566 m) in einer Gehzeit von 7 Stunden.

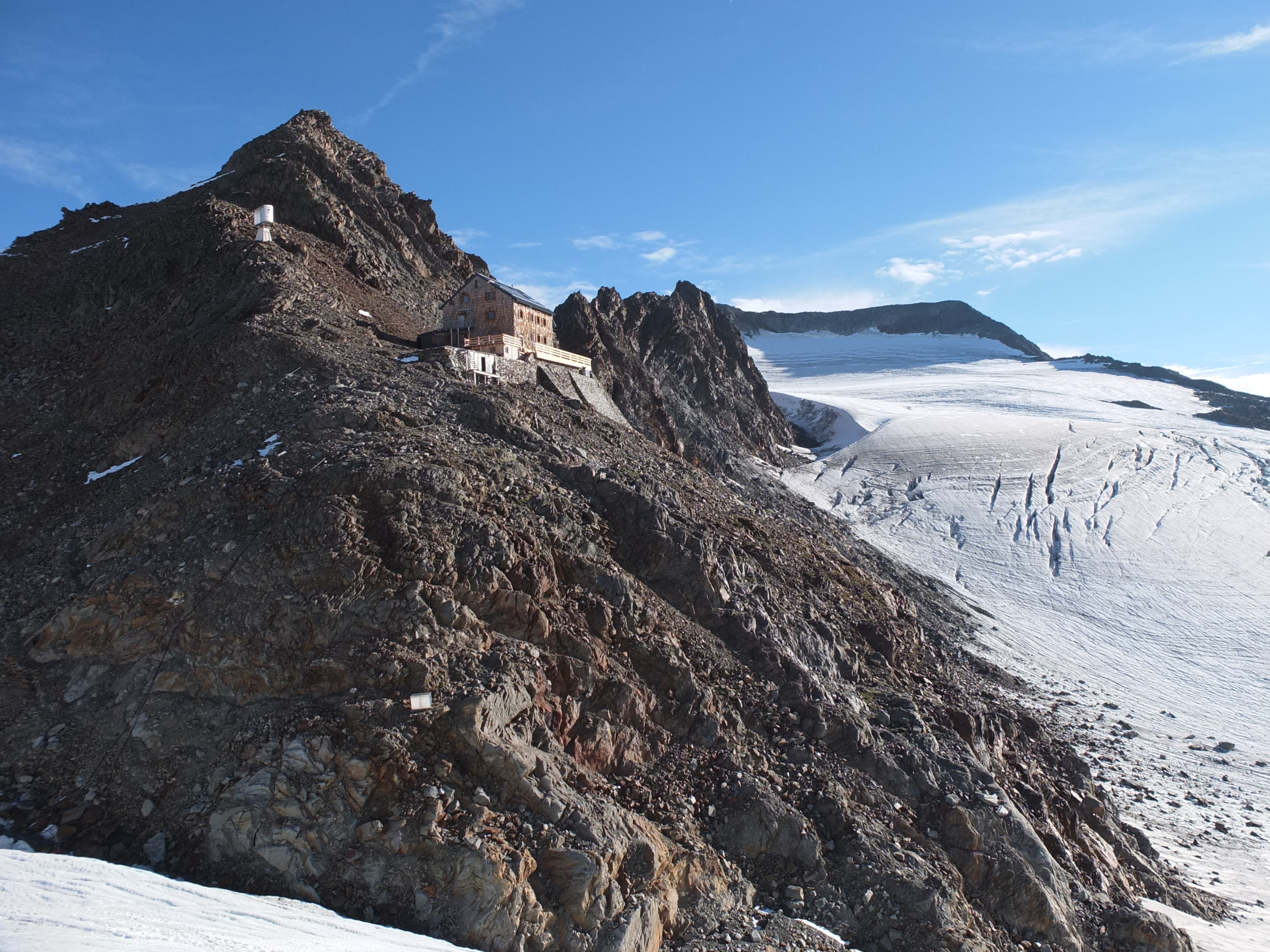
Müllerhütte vor dem Wilden Freiger

- Von Schönau in Passeier aus über die Schwarzwandscharte in 4 bis 5 Stunden.
- Aus dem Stubaital über die Grawaalm in 5 Stunden.
- Mit der Bergbahn bis zur Dresdner Hütte und von dort in 3½ Stunden zur Müllerhütte.

## Touren

### Gipfeltouren
- Zuckerhütl (3507 m ü. A.), Gehzeit 2½ Stunden
- Wilder Freiger (3418 m ü. A.), Gehzeit 2 Stunden
- Sonklarspitze (3444 m ü. A.), Gehzeit 2 Stunden
- Wilder Pfaff (3458 m ü. A.), 1½ Stunden
- Botzer (3458 m s.l.m.), 3½ Stunden[6]

### Übergänge
- Becherhaus, Gehzeit: ¾ Stunde
- Teplitzer Hütte, Gehzeit: 3½ Stunden
- Sulzenauhütte, Gehzeit: 3½ Stunden
- Grohmannhütte, Gehzeit: 4½ Stunden
- Nürnberger Hütte, Gehzeit: 5 Stunden
- Hildesheimer Hütte, Gehzeit: 5 Stunden
- Siegerlandhütte, Gehzeit: 5 Stunden
- Schneeberghütte, Gehzeit: 6 Stunden
- Magdeburger Hütte, Gehzeit: 9 Stunden

## Besonderheiten
Bis 2016 fand im August mit der sogenannten „Ice Parade“ ein Wettbewerb im Eisklettern statt, bei dem die große Gletscherspalte hinter der Müllerhütte über einen jeweils neu angelegten Klettersteig zu durchsteigen war.